# 内藤高
内藤 高（ないとう たかし、1949年9月2日 - 2008年8月14日）は、比較文学者。
熊本市生まれ。1968年熊本県立済々黌高等学校卒業。1974年東京大学教養学部教養学科フランス分科卒業、1978年同大学院比較文学比較文化専攻修士課程修了、1985年パリ第4大学大学院文学研究科博士課程単位取得退学、1986年東大博士課程単位取得退学。
1987年「クローデルと美術」でパリ第4大学文学博士号取得、同志社大学専任講師、助教授、教授を経て、1996年10月より大阪大学文学部に新設された比較文学研究室の初代主任教授となるも、大阪大学教授在任時の2008年、脳梗塞のため死去。

## 著書
- 『明治の音　西洋人が聴いた近代日本』（中公新書、2005）

翻訳
- クローデル『朝日の中の黒い鳥』（講談社学術文庫、1988）、駐日大使としての見聞記